# Campeonato de Francia de hockey sobre patines
El Campeonato de Francia de hockey sobre patines es una competición que se disputa a nivel nacional en Francia anualmente, desde 1911 en la modalidad de Liga, y además desde 2000 en la modalidad de Copa. Es una de las competiciones más antiguas del mundo en este deporte, y solamente se ha suspendido durante las dos guerras mundiales. Está abierto a la participación de todos los clubes franceses inscritos en la Federación Francesa de Patinaje (FFRS), y además permite participar por invitación a algunos clubes de países vecinos.

## Competición de Liga
La competición de liga se disputa en tres niveles, enlazados entre sí por un sistema de ascensos y descensos, en virtud de la clasificación obtenida al final de cada temporada:
- Primer nivel: Nationale 1 Elite. Históricamente denominado Campeonato Nacional. Compuesto por doce equipos. Los dos primeros se clasifican para disputar la Liga de Campeones europea, del tercero al sexto para disputar la Copa Cers, el décimo disputa la promoción parara evitar el descenso de categoría y los dos últimos descienden al segundo nivel.
- Segundo nivel. Nationale 2. Compuesto por dieciocho equipos divididos en dos grupos (Norte y Sur). El campeón de cada grupo asciende al primer nivel, el segundo disputa la promoción de ascenso, y los dos últimos clasificados de cada grupo descienden al tercer nivel.
- Tercer nivel. Nationale 3. Compuesto por cuarenta y seis equipos divididos en cinco grupos regionales (Bretaña, Isla de Francia-Normandía, Países del Loira, Sudeste y Suroeste). El campeón de cada grupo disputa la fase de ascenso al segundo nivel.
- Cuarto nivel. Ligas regionales. Otros veintisiete equipos compiten en tres ligas regionales (Bretaña, Isla de Francia, y Países del Loira), sin sistema de ascensos a las ligas nacionales.

### Historial del Campeonato Nacional
| Año  | Campeón                         |
| ---- | ------------------------------- |
| 1911 | Hockey Club Orléans             |
| 1912 | Hockey Club Fresnoy Tourcoing   |
| 1913 | Hockey Club Fresnoy Tourcoing   |
| 1914 | París Hockey Club               |
| 1919 | Hockey Club Fresnoy Tourcoing   |
| 1920 | París Hockey Club               |
| 1921 | París Hockey Club               |
| 1922 | Hockey Club Fresnoy Tourcoing   |
| 1923 | Hockey Club Fresnoy Tourcoing   |
| 1924 | Rink Burdigalien                |
| 1925 | Stade Bordelais Université Club |
| 1927 | Stade Bordelais Université Club |
| 1928 | Hockey Club Fresnoy Tourcoing   |
| 1929 | Stade Bordelais Université Club |
| 1930 | Stade Bordelais Université Club |
| 1931 | Stade Bordelais Université Club |
| 1932 | Stade Bordelais Université Club |
| 1933 | Stade Bordelais Université Club |
| 1934 | Stade Bordelais Université Club |
| 1935 | Wattrelos Hockey Club           |
| 1936 | Sport Athlétique Gazinet-Cestas |
| 1937 | Stade Bordelais Université Club |
| 1938 | Football Club de Lyon           |
| 1939 | Football Club de Lyon           |

| Año  | Campeón                         |
| ---- | ------------------------------- |
| 1942 | Biarritz Olympique (*)          |
| 1943 | Stade Bordelais Université Club |
| 1944 | Girondins ASP Bordeaux          |
| 1945 | Biarritz Olympique              |
| 1946 | Biarritz Olympique              |
| 1947 | Sport Athlétique Gazinet-Cestas |
| 1948 | ASPTT Bordeaux                  |
| 1949 | ASPTT Bordeaux                  |
| 1950 | ASPTT Bordeaux                  |
| 1951 | ASPTT Bordeaux                  |
| 1952 | Hockey Club Fresnoy Tourcoing   |
| 1953 | Sport Athlétique Gazinet-Cestas |
| 1954 | AC Bretons de la Loire Nantes   |
| 1955 | AC Bretons de la Loire Nantes   |
| 1956 | ASPTT Bordeaux                  |
| 1957 | AC Bretons de la Loire Nantes   |
| 1958 | Biarritz Olympique              |
| 1959 | Biarritz Olympique              |
| 1960 | Metallo Sport Chantenay Nantes  |
| 1961 | Metallo Sport Chantenay Nantes  |
| 1962 | Burdigala Burdeos               |
| 1963 | Metallo Sport Chantenay Nantes  |
| 1964 | Union Sportive Coutras          |
| 1965 | Roller Skating Gujan-Mestras    |

| Año  | Campeón                       |
| ---- | ----------------------------- |
| 1966 | Union Sportive Coutras        |
| 1967 | Roller Skating Gujan-Mestras  |
| 1968 | Union Sportive Coutras        |
| 1969 | Roller Skating Gujan-Mestras  |
| 1970 | Union Sportive Coutras        |
| 1971 | Union Sportive Coutras        |
| 1972 | Union Sportive Coutras        |
| 1973 | Roller Skating Gujan-Mestras  |
| 1974 | Union Sportive Coutras        |
| 1975 | Union Sportive Coutras        |
| 1976 | La Vendéenne La Roche sur Yon |
| 1977 | Union Sportive Coutras        |
| 1978 | La Vendéenne La Roche sur Yon |
| 1979 | La Vendéenne La Roche sur Yon |
| 1980 | Union Sportive Coutras        |
| 1981 | Roller Skating Gujan-Mestras  |
| 1982 | La Vendéenne La Roche sur Yon |
| 1983 | Union Sportive Coutras        |
| 1984 | Union Sportive Coutras        |
| 1985 | Union Sportive Coutras        |
| 1986 | Union Sportive Coutras        |
| 1987 | La Vendéenne La Roche sur Yon |
| 1988 | Roller Skating Gujan-Mestras  |
| 1989 | La Vendéenne La Roche sur Yon |

### Historial de la Liga N1 Elite
| Año  |                                | Tabla de clasificaciones          | Tabla de clasificaciones        | Tabla de clasificaciones          | Tabla de clasificaciones |
| Año  | Campeón                        | Subcampeón                        | Tercer clasificado              | Cuarto clasificado                |                          |
| ---- | ------------------------------ | --------------------------------- | ------------------------------- | --------------------------------- | ------------------------ |
| 1990 | Roller Skating Gujan-Mestras   | La Vendéenne La Roche sur Yon     | Sport Athlétique Gazinet-Cestas |                                   |                          |
| 1991 | S.C.R. Audomaroise Saint-Omer  | La Vendéenne La Roche sur Yon     | Roller Skating Gujan-Mestras    |                                   |                          |
| 1992 | S.C.R. Audomaroise Saint-Omer  | Sport Athlétique Gazinet-Cestas   | Nantes Atlantique Rink Hockey   |                                   |                          |
| 1993 | S.C.R. Audomaroise Saint-Omer  | Nantes Atlantique Rink Hockey     | Roller Skating Gujan-Mestras    |                                   |                          |
| 1994 | S.C.R. Audomaroise Saint-Omer  | La Vendéenne La Roche sur Yon     | Nantes Atlantique Rink Hockey   |                                   |                          |
| 1995 | Nantes Atlantique Rink Hockey  | S.C.R. Audomaroise Saint-Omer     | La Vendéenne La Roche sur Yon   |                                   |                          |
| 1996 | La Vendéenne La Roche sur Yon  | Hockey Club Quévertois Quévert    | S.C.R. Audomaroise Saint-Omer   |                                   |                          |
| 1997 | Hockey Club Quévertois Quévert | Roller Olympique Vaulx en Velin   | La Vendéenne La Roche sur Yon   | S.C.R. Audomaroise Saint-Omer     |                          |
| 1998 | Hockey Club Quévertois Quévert | Sport Athlétique Mérignac         | La Vendéenne La Roche sur Yon   | R.O.C. Vaulx en Velin             |                          |
| 1999 | Hockey Club Quévertois Quévert | S.C.R. Audomaroise Saint-Omer     | Sport Athlétique Mérignac       | R.O.C. Vaulx en Velin             |                          |
| 2000 | Hockey Club Quévertois Quévert | Roller Olympique Vaulx en Velin   | S.C.R. Audomaroise Saint-Omer   | Sport Athlétique Mérignac         |                          |
| 2001 | S.C.R. Audomaroise Saint-Omer  | Hockey Club Quévertois Quévert    | La Vendéenne La Roche sur Yon   | Nantes Atlantique Rink Hockey     |                          |
| 2002 | Hockey Club Quévertois Quévert | S.C.R. Audomaroise Saint-Omer     | Nantes Atlantique Rink Hockey   | La Vendéenne La Roche sur Yon     |                          |
| 2003 | La Vendéenne La Roche sur Yon  | S.C.R. Audomaroise Saint-Omer     | Sport Athlétique Mérignac       |                                   |                          |
| 2004 | La Vendéenne La Roche sur Yon  | Hockey Club Quévertois Quévert    | S.C.R. Audomaroise Saint-Omer   | Sport Athlétique Mérignac         |                          |
| 2005 | La Vendéenne La Roche sur Yon  | Sport Athlétique Mérignac         | Hockey Club Quévertois Quévert  | S.C.R. Audomaroise Saint-Omer     |                          |
| 2006 | S.C.R. Audomaroise Saint-Omer  | La Vendéenne La Roche sur Yon     | Union Sportive Coutras          | Stade Ploufraganais RS Ploufragan |                          |
| 2007 | La Vendéenne La Roche sur Yon  | Stade Ploufraganais RS Ploufragan | S.C.R. Audomaroise Saint-Omer   | Sport Athlétique Mérignac         |                          |
| 2008 | Hockey Club Quévertois Quévert | S.C.R. Audomaroise Saint-Omer     | Sport Athlétique Mérignac       | La Vendéenne La Roche sur Yon     |                          |
| 2009 | S.C.R. Audomaroise Saint-Omer  | Hockey Club Quévertois Quévert    | Union Sportive Coutras          | La Vendéenne La Roche sur Yon     |                          |
| 2010 | Union Sportive Coutras         | Hockey Club Quévertois Quévert    | S.C.R. Audomaroise Saint-Omer   | La Vendéenne La Roche sur Yon     |                          |
| 2011 | Union Sportive Coutras         | S.C.R. Audomaroise Saint-Omer     | Hockey Club Quévertois Quévert  | La Vendéenne La Roche sur Yon     |                          |
| 2012 | Hockey Club Quévertois Quévert | S.C.R. Audomaroise Saint-Omer     | Union Sportive Coutras          | Roller Armor Club Saint-Brieuc    |                          |
| 2013 | S.C.R. Audomaroise Saint-Omer  | Hockey Club Quévertois Quévert    | Roller Armor Club Saint-Brieuc  | La Vendéenne La Roche sur Yon     |                          |
| 2014 | Hockey Club Quévertois Quévert | La Vendéenne La Roche sur Yon     | S.C.R. Audomaroise Saint-Omer   | Roller Armor Club Saint-Brieuc    |                          |
| 2015 | Hockey Club Quévertois Quévert | Sport Athlétique Mérignac         | La Vendéenne La Roche sur Yon   | S.C.R. Audomaroise Saint-Omer     |                          |
| 2016 | La Vendéenne La Roche sur Yon  | Sport Athlétique Mérignac         | Hockey Club Quévertois Quévert  | Union Sportive Coutras            |                          |
| 2017 | La Vendéenne La Roche sur Yon  | Hockey Club Quévertois Quévert    | S.C.R. Audomaroise Saint-Omer   | Sport Athlétique Mérignac         |                          |
| 2018 | Hockey Club Quévertois Quévert | S.C.R. Audomaroise Saint-Omer     | Sport Athlétique Mérignac       | Club Sportif Noisy-le-Grand       |                          |
| 2019 | Hockey Club Quévertois Quévert | S.C.R. Audomaroise Saint-Omer     | La Vendéenne La Roche sur Yon   | Union Sportive Coutras            |                          |
| 2020 | S.C.R. Audomaroise Saint-Omer  | La Vendéenne La Roche sur Yon     | Hockey Club Quévertois Quévert  | Union Sportive Coutras            |                          |
| 2022 | S.C.R. Audomaroise Saint-Omer  | Hockey Club Quévertois Quévert    | La Vendéenne La Roche sur Yon   | Union Sportive Coutras            |                          |
| 2023 | S.C.R. Audomaroise Saint-Omer  | Hockey Club Quévertois Quévert    | Union Sportive Coutras          | Club Sportif Noisy-le-Grand       |                          |
| 2024 | S.C.R. Audomaroise Saint-Omer  | La Vendéenne La Roche sur Yon     | Hockey Club Quévertois Quévert  | Stade Ploufraganais RS Ploufragan |                          |
| 2025 | S.C.R. Audomaroise Saint-Omer  | Hockey Club Quévertois Quévert    | Union Sportive Coutras          | Club Sportif Noisy-le-Grand       |                          |

## Competición de Copa
| I     | 2002 | La Vendéenne La Roche sur Yon  | Hockey Club Quévertois Quévert    |
| II    | 2003 | Roller Armor Club Saint-Brieuc | Sport Athlétique Mérignac         |
| III   | 2004 | Roller Armor Club Saint-Brieuc | Hockey Club Quévertois Quévert    |
| IV    | 2005 | S.C.R. Audomaroise Saint-Omer  | Stade Ploufraganais RS Ploufragan |
| V     | 2006 | La Vendéenne La Roche sur Yon  | S.C.R. Audomaroise Saint-Omer     |
| VI    | 2007 | La Vendéenne La Roche sur Yon  | Union Sportive Coutras            |
| VII   | 2008 | Hockey Club Quévertois Quévert | Union Sportive Coutras            |
| VIII  | 2009 | Sport Athlétique Mérignac      | Hockey Club Quévertois Quévert    |
| IX    | 2010 | S.C.R. Audomaroise Saint-Omer  | Roller Armor Club Saint-Brieuc    |
| X     | 2011 | La Vendéenne La Roche sur Yon  | S.C.R. Audomaroise Saint-Omer     |
| XI    | 2012 | S.C.R. Audomaroise Saint-Omer  | Hockey Club Quévertois Quévert    |
| XII   | 2013 | Hockey Club Quévertois Quévert | S.C.R. Audomaroise Saint-Omer     |
| XIII  | 2014 | La Vendéenne La Roche sur Yon  | Club Sportif Noisy-le-Grand       |
| XIV   | 2015 | Hockey Club Quévertois Quévert | La Vendéenne La Roche sur Yon     |
| XV    | 2016 | La Vendéenne La Roche sur Yon  | S.C.R. Audomaroise Saint-Omer     |
| XVI   | 2017 | S.C.R. Audomaroise Saint-Omer  | Nantes Atlantique Rink Hockey     |
| XVII  | 2018 | S.C.R. Audomaroise Saint-Omer  | Club Sportif Noisy-le-Grand       |
| XVIII | 2019 | S.C.R. Audomaroise Saint-Omer  | Rink Hockey Club Lyon             |
| XIX   | 2020 | Club Sportif Noisy-le-Grand    | S.C.R. Audomaroise Saint-Omer     |
| XX    | 2021 | no finalizado                  |                                   |
| XXI   | 2022 | Hockey Club Quévertois Quévert | Rink Hockey Club Lyon             |
| XXII  | 2023 | S.C.R. Audomaroise Saint-Omer  | Union Sportive Coutras            |
| XXIII | 2024 | Hockey Club Quévertois Quévert | Stade Ploufraganais RS Ploufragan |
| XXIV  | 2025 | Hockey Club Quévertois Quévert | Union Sportive Coutras            |

## Palmarés
| Equipo                          | Títulos | Liga   | Copa |
| ------------------------------- | ------- | ------ | ---- |
| La Vendéenne La Roche sur Yon   | 19      | 13     | 6    |
| S.C.R. Audomaroise Saint-Omer   | 20      | 13     | 7    |
| Union Sportive Coutras          | 16      | 16     |      |
| Hockey Club Quévertois Quévert  | 17      | 11     | 6    |
| Stade Bordelais Université Club | 10      | 10     |      |
| Roller Skating Gujan-Mestras    | 7       | 7      |      |
| Hockey Club Fresnoy Tourcoing   | 7       | 7      |      |
| Biarritz Olympique              | 5       | 5      |      |
| ASPTT Bordeaux                  | 5       | 5      |      |
| París Hockey Club               | 3       | 3      |      |
| Metallo Sport Chantenay Nantes  | 3       | 3      |      |
| AC Bretons de la Loire Nantes   | 3       | 3      |      |
| Sport Athlétique Gazinet-Cestas | 3       | 3      |      |
| Football Club de Lyon (*)       | 3       | 3      |      |
| Roller Armor Club Saint-Brieuc  | 2       |        | 2    |
| Nantes Atlantique Rink Hockey   | 1       | 1      |      |
| Burdigala Burdeos               | 1       | 1      |      |
| Girondins ASP Bordeaux          | 1       | 1      |      |
| Wattrelos Hockey Club           | 1       | 1      |      |
| Rink Burdigalien                | 1       | 1      |      |
| Hockey Club Orléans             | 1       | 1      |      |
| Sport Athlétique Mérignac       | 1       |        | 1    |
| Club Sportif Noisy-le-Grand     | 1       |        | 1    |
| Total                           | 130     | 109(*) | 24   |

| Región                   | Títulos | Liga   | Copa |
| ------------------------ | ------- | ------ | ---- |
| Aquitania (9)            | 51      | 49     | 2    |
| Países del Loira (4)     | 26      | 20     | 6    |
| Norte-Paso de Calais (3) | 27      | 21     | 6    |
| Bretaña (2)              | 19      | 11     | 8    |
| Isla de Francia (2)      | 4       | 3      | 1    |
| Ródano-Alpes             | 3       | 3      |      |
| Centro-Valle de Loira    | 1       | 1      |      |
| Total                    | 130     | 109(*) | 24   |

(*) En la edición de 1942 se proclamaron dos campeones ex-equo: Biarritz Olympique y Football Club de Lyon.